# And the Horse They Rode in On
And the Horse They Rode in On è il quinto album di studio dei Soul Asylum, uscito il 4 settembre 1990, prodotto da Steve Jordan e Joe Blaney.

## Tracce
Tutte le canzoni sono scritte da Dave Pirner eccetto la 4 e la 6.
1. "Spinnin'" – 2:37
2. "Bitter Pill" – 2:49
3. "Veil Of Tears" – 4:06
4. "Nice Guys (Don't Get Paid)" – 4:45
5. "Something Out Of Nothing" – 3:15
6. "Gullible's Travels" – 4:18 (Murphy)
7. "Brand New Shine" – 3:15
8. "Easy Street" – 3:34 (Pirner, Murphy)
9. "Grounded" – 3:17
10. "Be On Your Way" – 3:01
11. "We 3" – 4:08
12. "All The King's Friends" – 3:09